# Lamberts Peak
Der Lamberts Peak ist ein kleiner Berg im ostantarktischen Prinzessin-Elisabeth-Land. In den Grove Mountains ragt er 5 km nordnordöstlich der Mason Peaks auf.
Kartiert wurde er anhand von Luftaufnahmen, die zwischen 1956 und 1960 im Rahmen der Australian National Antarctic Research Expeditions entstanden. Das Antarctic Names Committee of Australia (ANCA) benannte ihn am 29. Juni 1965 nach dem australischen Topografiezeichner G. Lamberts, der als Mitarbeiter im australischen Ministerium für nationale Entwicklung an der Erstellung von Kartenmaterial über Antarktika beteiligt war.